# جاك ديلور
جاك لوسيان جان ديلور (بالفرنسية: Jacques Delors)‏ (من مواليد 20 يوليو 1925) سياسي فرنسي شغل منصب الرئيس الثامن للمفوضية الأوروبية منذ عام 1985 وحتى عام 1995. شغل منصب وزير المالية في فرنسا منذ عام 1981 وحتى عام 1984. كان عضوًا في البرلمان الأوروبي منذ عام 1979 وحتى عام 1981. كان الرئيس ديلور الزعيم الأكثر وضوحًا وتأثيرًا في الشؤون الأوروبية. نفذ السياسات التي ربطت بين الدول الأعضاء بشكل وثيق، والتي عززت بلا كلل الحاجة إلى الوحدة. كان لديه منتقدون ولكن بشكل عام حظي باحترام كبير لتصوراته والتزامه بقضية الوحدة الأوروبية. كان إنجازاه الرئيسيان خلق سوق موحدة جعلت من الممكن حرية انتقال الأشخاص، ورأس المال، والسلع، والخدمات داخل المجتمع. ترأس أيضًا اللجنة التي اقترحت على الاتحاد النقدي إنشاء عملة جديدة تحل محل العملات الوطنية الفردية وهي اليورو. تم ذلك في معاهدة ماستريخت لعام 1992.
توفي في 27 ديسمبر 2023 عن عمر ناهز الثامنة والتسعين.

## السياسة الفرنسية
ولد ديلور في باريس في عائلة أصلها من كوريز، وشغل لأول مرة في الأربعينيات حتى الستينيات من القرن العشرين سلسلة من المناصب في البنوك الفرنسية وتخطيط الدولة مع بنك فرنسا. باعتباره عضوًا في الاتحاد الفرنسي للعمال المسيحيين، شارك في علمنة هذا الاتحاد وتأسيس الاتحاد الفرنسي الديمقراطي للعمال. في عام 1969 أصبح مستشارًا للشؤون الاجتماعية لرئيس الوزراء الديغولي جاك شابان دلماس، وهي خطوة مثلت جزءًا من وصول شابان إلى الوسط، وجذب أولًا اهتمام وسائل الإعلام إلى ديلور شخصيًا.
في عام 1957 ترك ديلور الاتحاد الفرنسي الديمقراطي للعمال عندما أصبح مسؤولًا حكوميًا رفيعًا لتجنب تضارب المصالح. في عام 1974 انضم ديلور إلى الحزب الاشتراكي الفرنسي، مع مسيحيين يساريين آخرين. كان أحد أعضاء الحزب النادرين الذين كانوا متدينين بشكل علني، وبالتالي تحدى تقاليده العلمانية القديمة في اللائكية. خدم في البرلمان الأوروبي منذ عام 1979 وحتى عام 1981، وأصبح رئيسًا للجنة الشؤون الاقتصادية والنقدية، وشارك بنشاط في المناقشات حول السياسات الاقتصادية، والاجتماعية، والنقدية. في عهد الرئيس فرانسوا ميتران، شغل ديلور منصب وزير الاقتصاد والمالية منذ عام 1981 وحتى عام 1983، ووزير الاقتصاد والمالية والميزانية منذ عام 1983 وحتى عام 1984. دعا إلى توقف السياسات الاجتماعية، وقبول واضح لاقتصاد السوق، والتوافق مع الديمقراطية الاجتماعية الأوروبية. بشكل حاسم، تمسك بخط عضوية فرنسا في النظام النقدي الأوروبي، مع إعطاء الأولوية للاستقرار النقدي على أولويات الإنفاق اليساري. تغزل ميتران بفكرة تعيينه رئيسًا للوزراء، لكنه لم يعين قط.

## رئيس المفوضية الأوروبية
أصبح ديلور رئيس المفوضية الأوروبية في يناير 1985. خلال فترة رئاسته، أشرف على إصلاحات مهمة في الميزانية ووضع الأساس لإدخال سوق موحدة داخل المجموعة الأوروبية. دخل حيز التنفيذ في 1 يناير 1993، وسمح بحرية تنقل الأشخاص، ورأس المال، والسلع، والخدمات داخل المجتمع.
ترأس ديلور أيضًا اللجنة التي اقترحت على الاتحاد النقدي في أوائل عام 1989 إنشاء عملة جديدة -اليورو- لتحل محل العملات الوطنية الفردية. تم ذلك في معاهدة ماستريخت لعام 1992.
لمواجهة النيوليبرالية الصارمة التي تبناها الأمريكي رونالد ريغان (1981-1989) التي هيمنت على الأجندة السياسية الأمريكية، روج ديلور لتفسير بديل للرأسمالية يدمجها في الهيكل الاجتماعي الأوروبي. جمع ثلاثة مواضيع. وجاء من اليسار تفضيل إعادة توزيع الثروة وحماية الأضعف. ثانيًا، أراد النهج التجاري الجديد لزيادة الإنتاج الصناعي الأوروبي. والثالث كان الاعتماد على السوق. كان تركيزه على البعد الاجتماعي لأوروبا وما زال محوريًا في سرد قوي للاستثنائية التي أصبحت عنصرًا أساسيًا في التعريف الذاتي للاتحاد الأوروبي. اعتُبرت رئاسة ديلور ذروة تأثير المفوضية الأوروبية على التكامل الأوروبي.

## الوفاة
توفي جاك ديلور في 27 ديسمبر 2023 عن عمر ناهز الثامنة والتسعين.